# اورماری رومرو
اورماری رومرو (انگلیسی: Ormari Romero؛ زادهٔ ۲۲ فوریهٔ ۱۹۶۸) بازیکن بیسبال اهل کوبا بود.